# Bočaji
Bočaji – wieś w Słowenii, w gminie miejskiej Koper. 1 stycznia 2018 miejscowość liczyła 31 mieszkańców.